# ساندور بوهل
ساندور بوهل (بالمجرية: Puhl Sándor)‏، من مواليد 14 يوليو 1955، حكم كرة قدم مجري دولي سابق.
و قد حكم في كأس الأمم الأوروبية لكرة القدم 1992، وقد أدار أربعة مباريات في كأس العالم لكرة القدم 1994، ومن بينها المباراة النهائية التي جمعت ما بين منتخب البرازيل لكرة القدم ومنتخب إيطاليا لكرة القدم.

## روابط خارجية
- شاندور پول على موقع Soccerway.com (الإنجليزية)

| سبقه إدواردو كوديسال | حكم المبارة النهائية في كاس العالم 1994 | تبعه سعيد بلقوله |